# Rechtszugvoraussetzung
Rechtszugvoraussetzung ist ein Rechtsbegriff aus dem Verfahrensrecht. Rechtszugvoraussetzungen sind die prozessrechtlichen Voraussetzungen, die erfüllt sein müssen, damit ein Rechtszug eröffnet ist. Beim Fehlen einer Rechtszugvoraussetzung darf das Rechtsmittelgericht die angefochtene Entscheidung nicht überprüfen, sondern muss das Rechtsmittel als unzulässig verwerfen. Zu den Rechtszugvoraussetzungen gehören vor allem Statthaftigkeit sowie form- und fristgerechte Einlegung des Rechtsmittels. Unter Umständen sind noch eine Beschwer (sowie eventuell das Erreichen eines etwa geforderten Beschwerdewerts) und ein Rechtsschutzbedürfnis erforderlich.